# Lasiochernes anatolicus
Lasiochernes anatolicus är en spindeldjursart som beskrevs av Beier 1963. Lasiochernes anatolicus ingår i släktet Lasiochernes och familjen blindklokrypare. Inga underarter finns listade i Catalogue of Life.